# Lolland község
Lolland község (dánul: Lolland Kommune) Dánia 98 községének (kommune, helyi önkormányzattal rendelkező közigazgatási egység) egyike. Lolland község Guldborgsund községgel határos. Lakosainak száma 42 638 fő (2016).